# Barmherzige Schwestern vom hl. Karl Borromäus
Die Barmherzigen Schwestern vom hl. Karl Borromäus, auch Borromäerinnen (lateinisch Sorores Misericordiae Sancti Caroli Borromei; Ordenskürzel SMCB), sind eine katholische apostolisch-karitativ tätige Ordensgemeinschaft päpstlichen Rechts. Der Orden wurde 1652 in Nancy als Schwestern der Liebe vom hl. Karl Borromäus gegründet und teilt sich heute in sieben selbstständige Kongregationen. Zwei davon befinden sich in Deutschland (Trier und Grafschaft), eine in Österreich (Wien). In Frankreich sind sie als Charité-Schwestern bekannt. Der Orden und alle seine Kongregationen unterstehen päpstlichem Recht, d. h. direkt dem Papst und nicht dem jeweiligen Ortsbischof.
Der Orden ist tätig in der Alten- und Krankenpflege, in Kindergärten, Schulen und anderen Bildungsstätten, der Katechese, in Pilger- und Erholungsstätten. Derzeit gibt es mehr als 300 deutsche Borromäerinnen.

## Geschichte

### Die erste Gründung in Nancy
Die Geschichte des Ordens der „Barmherzigen Schwestern vom Heiligen Karl Borromäus“ geht zurück auf die Notzeit nach dem Dreißigjährigen Krieg. Der Advokat Josef Chauvenel aus Nancy/Lothringen widmete sein Leben ganz den Armen, Kranken und Verlassenen und richtete eine Armenapotheke für Hilfsbedürftige ein. Als 1651 in Toul die Pest ausbrach, pflegte er dort die von der Seuche Befallenen, infizierte sich jedoch und starb im Alter von 31 Jahren. Dem Wunsch des Verstorbenen entsprechend, führte der Vater Emanuel Chauvenel dessen Lebenswerk weiter, indem er sein Vermögen für die Armenfürsorge einsetzte und gründete das Haus der Barmherzigkeit, La Charité. Einige Frauen halfen ihm als Freiwillige. Laut Urkunde nannten sich die ersten Schwestern „Schwestern von der Heiligen Familie“, was bedeuten sollte, dass sie dem Geist von Maria, Joseph und Jesus folgen wollten. Die eigentliche Ordensgründung erfolgte am 18. Juni 1652 in Nancy. Im Jahre 1662 schenkte Emanuel Chauvenel den Schwestern sein größeres Haus Saint-Charles, über dessen Eingang eine Statue des hl. Karl Borromäus stand. Daher nannte das Volk die Schwestern Soeurs de Saint Charles Borromée (deutsch: Schwestern vom hl. Karl Borromäus) kurz: Borromäerinnen. Der Orden wuchs rasch.

### Die Gründung der verschiedenen Kongregationen und deren heutige Niederlassungen
Die ersten Schwestern des Ordens kamen im Jahr 1811 von Nancy aus nach Trier. Bereits im Jahr 1810 war eine Niederlassung in Saarlouis gegründet worden. Im Jahr 1849 bezogen die Schwestern in Trier ein größeres Haus („Haus im Krahnen“) als Mutterhaus für die deutsche Provinz. Im Kulturkampf spaltete man 1872 Trier bewusst zur ersten eigenständigen Kongregation in Deutschland ab. Xaveria Rudler leitete als Provinzial- und spätere Generaloberin bis zu ihrem Tod im Jahr 1886 den Frauenorden. Diese Kongregation und das entsprechende Mutterhaus betreibt heute z. B. das größte Klinikum von Trier, Klinikum Mutterhaus der Borromäerinnen. Sie ist in verschiedenen deutschen Orten vertreten, ebenso in den Niederlanden und Tansania.
Im Jahr 1848 gründete sich vom Prager Zweig des Ordens aus eine Niederlassung in Neisse. Diese wurde 1857 als eigenständige schlesische Kongregation anerkannt. Seit 1870 befindet sie sich in Trebnitz. Im Jahr 1945 wurde Schlesien sowjetisch besetzt und unter polnische Verwaltung gestellt. Ende 1945 kümmerten sich die Ordensschwestern des Trebnitzer Klosters nach der Auflösung des NKWD-Lager Toszek (Oberschlesien) um Überlebende und Sterbende, die man gefunden und zu ihnen gebracht hatte. Die aus dem Mutterhaus in Trebnitz vertriebenen deutschen Schwestern begaben sich erst nach Görlitz und ab 1948 größtenteils in das seit der Säkularisation verlassene Kloster Grafschaft im Sauerland. Seit 1951 ist dies das Generalmutterhaus dieser Kongregation. Die Schwestern sind Trägerinnen des renommierten Fachkrankenhauses Kloster Grafschaft auf dem Gelände des Klosters. Neben weiteren Niederlassungen und karitativen Einrichtungen in Deutschland ist diese Kongregation auch in Rumänien, Israel und Ägypten aktiv. Die wenigen Polinnen, die somit aber in Trebnitz verbleiben durften, führen bis heute dort das Kloster und gehören weiterhin zur selben Kongregation. Der Kontakt war allerdings jahrelang durch die politischen Verhältnisse erschwert.
Die erste Niederlassung in Österreich gab es in Gmunden und wurde 1854 von Prag aus begründet. 1877/79 begannen die Prager Borromäerinnen ihre Arbeit in Wien. 1945 wurde Österreich zu einer selbstständigen Kongregation mit dem Mutterhaus in Wien. Die Wirkungsbereiche sind die Pflege alter Menschen, Palliative Care, Unterricht und Erziehung. Die österreichische Kongregation ist seit 1952 auch in Mexiko aktiv.

### Deutsches Hospiz in Jerusalem
Ursprünglich seit 1886 betreute die Ordensgemeinschaft das Hospiz am Jaffator im Auftrag des Deutschen Vereins vom Heiligen Lande und in eigener Regie ab 1894 in Rephaim (Tempelsiedlung Jerusalem) das Deutsche Hospiz St. Charles Jerusalem, heute auch bekannt als Gäste- und Pilgerhaus St. Charles Hospice. Das Hospiz heute kümmert sich um die Beherbergung von Pilgern. Daneben wurde auch ein Kindergarten für die einheimische Bevölkerung eingerichtet.